# 特米尼站
特米尼站 （義大利語：Termini）是羅馬地鐵A線和B線的一個交會車站，於1955年2月10日開始使用。該站是羅馬公共運輸的樞紐之一，不僅是羅馬地鐵的交會車站，也是羅馬地鐵和義大利國鐵羅馬特米尼車站的交匯車站。